# Oelitsa Akademika Jangelja
Oelitsa Akademika Jangelja (Russisch: Улица Академика Янгеля uitspraakⓘ) is een station aan de Serpoechovsko-Timirjazevskaja-lijn van de Moskouse metro dat is geopend op 31 augustus 2000.

## Naam
Het laatste twintigste-eeuwse metrostation van Moskou is genoemd naar bovengelegen straat die op zijn beurt genoemd is naar de Oekraïense raketgeleerde Michail Koezmitsj Jangel. Hij leverde een belangrijke bijdrage aan de ontwikkeling van intercontinentale raketten en het ruimtevaartprogramma van de Sovjet-Unie.

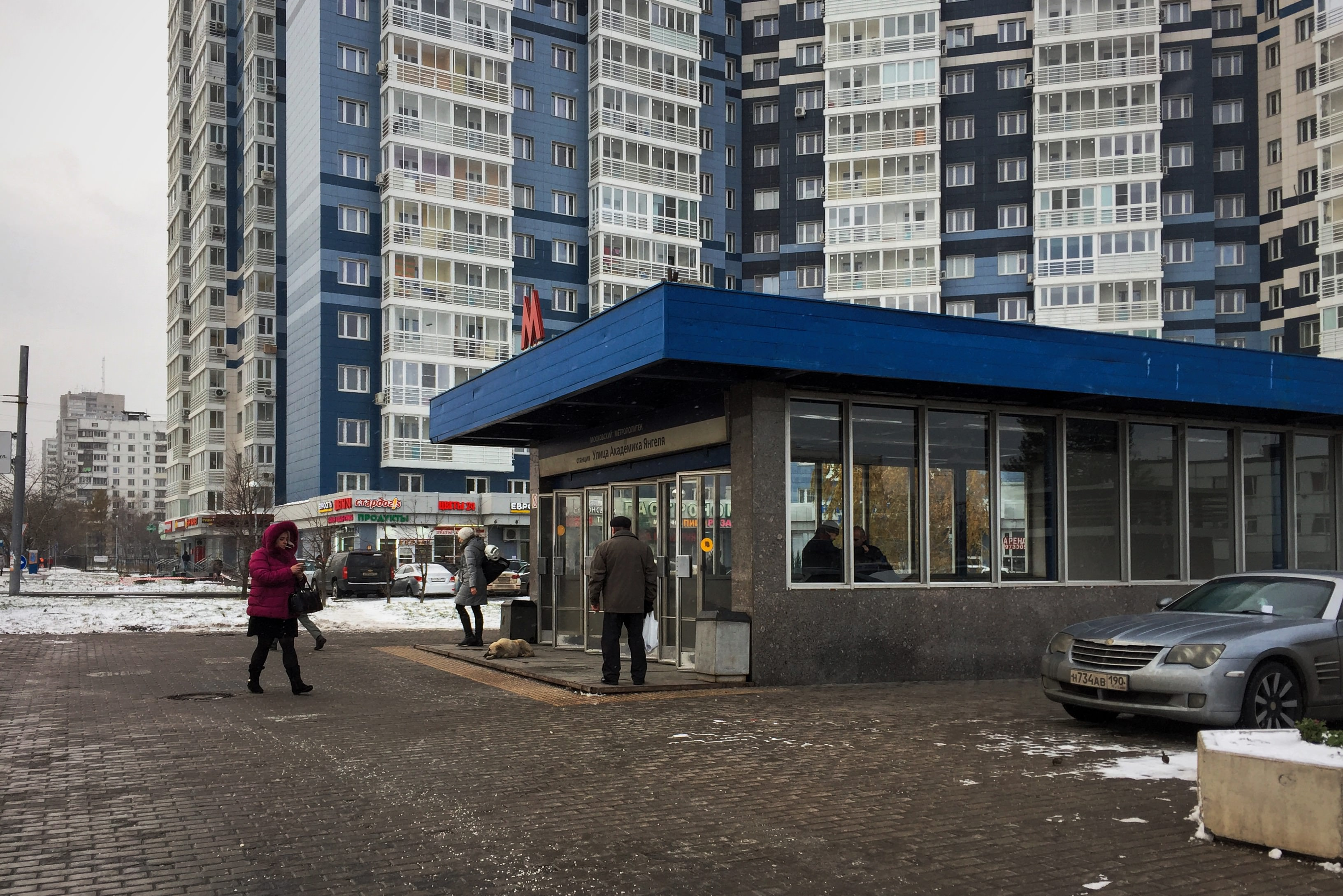
Bovengronds
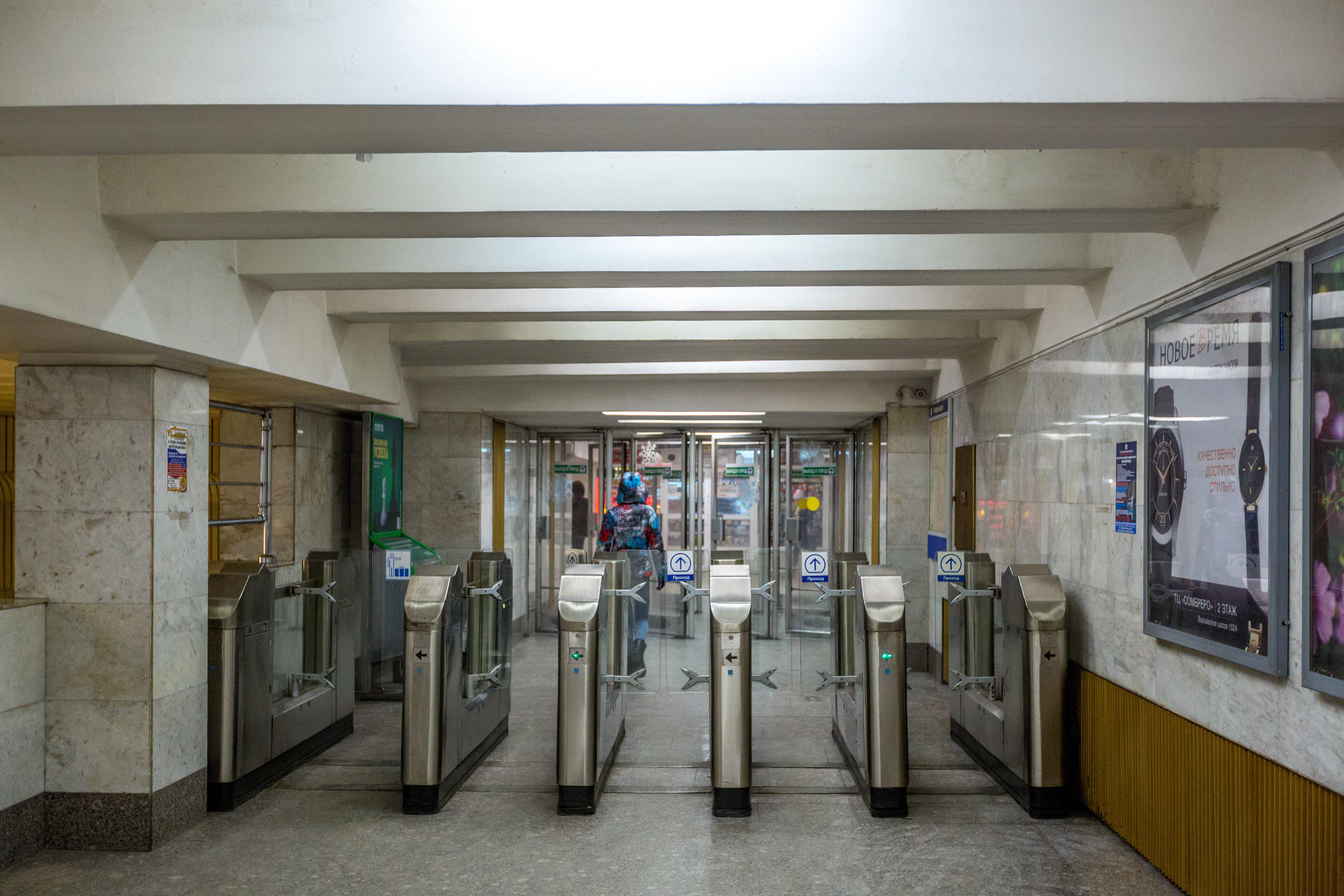
De tourniquets
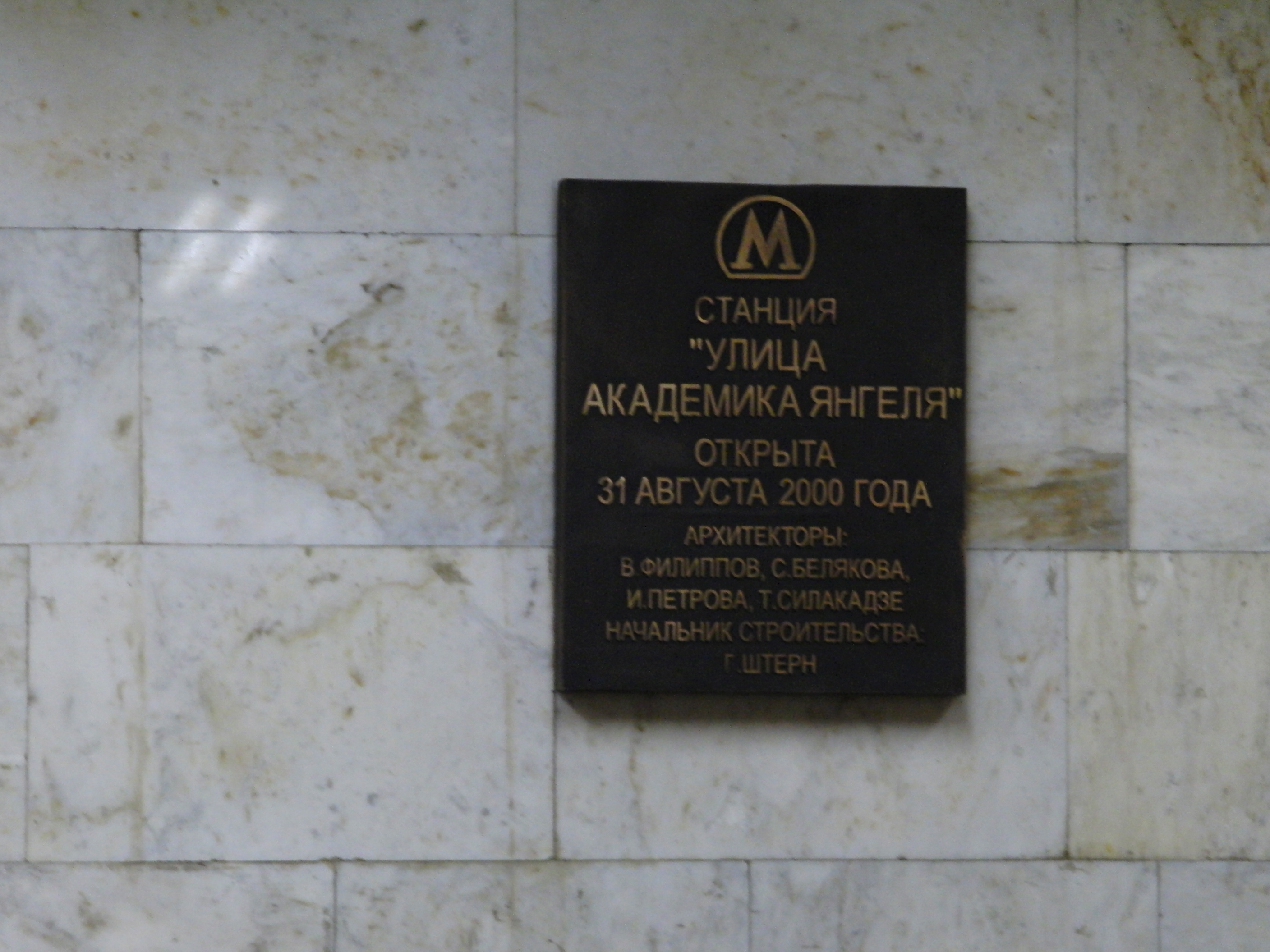
Het officiële naambord

## Ontwerp en inrichting
Het station heeft twee ondergrondse verdeelhallen boven de sporen aan de kopse kanten van het perron. Deze zijn beide voorzien van een glazen toegangsgebouw aan de noordkant respectievelijk zuidkant van de Oelitsa Akademika Jangelja. Daarnaast zijn beide verdeelhallen verbonden met een eigen voetgangerstunnel die elk toegangen hebben aan weerszijden van de Varsjavskoje Sjosse die aan de oostkant tevens aan weerszijden van de Rosssjanskaja Oelitsa liggen. De noordelijke verdeelhal is alleen met een trap met het perron verbonden terwijl de zuidelijke verdeelhal met drie roltrappen met het perron is verbonden. Het station is het eerste metrostation in Moskou waar tourniquets van het type UT-2000, met transparante deurtjes, werden geplaatst. Tevens werd hier een nieuw type roltrap, de E-25T serie, geïntroduceerd. Onder het gewelf van gewapend beton ligt het perron van wit en zwart marmer. In het gewelf zijn natrium lampen aangebracht wat een feloranje kleur oplevert. Tijdens de bouw van de geboorde tunnel vanaf Prazjskaja werd een experimentele spoorbedding gebruikt met als doel om het geluid en trillingen van de metro's te dempen. Na de opening was het station een jaar lang het zuidelijke eindpunt van de lijn. Hiervoor was ten zuiden van het station een, na de verlenging gesloopte, kruiswissel gebouwd om het keren van de metro's mogelijk te maken. Vlak ten noorden van het station ligt langs het oostelijke spoor een korte ongebruikte tunnelbuis. Deze is gebouwd omdat het volgens het oorspronkelijke plan de bedoeling was om de lijn hier in twee takken te splitsen waarvan de oostelijke naar de 1 km oostelijker gelegen voorstadshalte Krasnyj Stroitel richting Birjoeljovo.

## Reizigersverkeer
In 2002 werden per dag 36.900 instappers en 38.400 uitstappers geteld. Reizigers naar het noorden kunnen op even dagen vanaf 5:50 uur de metro nemen. Op oneven dagen is dit 6:00 uur doordeweeks en 6:02 uur in het weekeinde. Naar het zuiden kan op even dagen doordeweeks vanaf 5:44 uur en in het weekeinde vanaf 5:47 uur gereisd worden. Op oneven dagen is dit respectievelijk 5:48 uur en 5:50 uur. Bovengronds doen 16 buslijnen het station aan en is een eindlus van de tram. Daarnaast kunnen reizigers te voet de voorstadshalte Krasnyj Stroitel bereiken.